# Виноградський Володимир Володимирович
Володимир Володимирович Виногра́дський (нар. 17 квітня 1926, Київ — пом. 2015) — український різьбяр; член Спілки радянських художників України з 1968 року.

## Біографія
Народився 17 квітня 1926 року в місті Києві. Упродовж 1949—1955 років навчався у Київському художньому інституті, де його викладачами були зокрема Михайло Лисенко, Макар Вронський, Іван Шаповал.
Працював у Центральній художньо-експериментальній лабораторії Українських народних промислів Міністерствава місцевої промисловості Української РСР. Жив у Києві, в будинку на вулиці Щербакова, № 42/44, квартира № 47. Помер у 2015 році.

## Творсічть
Працював в галузі декоративного мистецтва, створював зразки промислових виробів і виставкової скульптури, іграшки з дерева та кістки, опановував мистецтво обробки металу, створюючи жіночі прикраси. Серед робіт:
- серія блюд, скриньок, сільничок (1965—1982);
- набір меблів для ляльок;
- намисто з червоного дерева;

скульптура
- «Тарас Шевченко» (1964, кістка);
- «Закарпатські музики» (1965);
- «Засвіт встали козаченьки» (1965);
- «Тачанка» (1967);
- «Український хор» (1967);
- «На Січ» («Тарас Бульба з синами») (1968);
- «Дружба народів СРСР» (1969);
- «Навіки разом» (1969);
- «Коліївщина» (1969);
- «Земля селянам» (1969);
- «Хліб» (1971);
- «Воз'єднання» (1971);
- «Танець-увиванець» (1971);
- «Свято врожаю» (1972)
- «Кухонний посуд» (1974);

іграшки
- «Танець лісорубів» (1967);
- «Вітрячок»;
- «Два півники»;
- «Возик»;
- «Івасик-Телесик»;
- «Павич»;

Брав участь у республіканських виставках з 1961 року, всесоюзних — з 1966 року, зарубіжних — з 1967 року.
У Національному музеї українського народного декоративного мистецтва у Києві зберігається понад 130 творів митця 1950-х — 2000-х років.